# Doce Tentação
Doce Tentação é uma telenovela portuguesa que foi produzida pela Plural Entertainment e transmitida originalmente pela TVI entre 8 de janeiro de 2012 e 9 de março de 2013, em 341 episódios. 
Substituiu Sedução e foi substituída por Giras & Falidas[carece de fontes?] (um spin-off da telenovela). Foi escrita por Sandra Santos, da Casa da Criação, em colaboração com Marta Coelho. Teve como diretor de projeto António Borges Correia, realização de Alceu Vasconcelos e Nuno Franca, coordenadação de projeto de Sacha Celeste, direção de arte de Clara Vinhais, cenografia e decoração de Jussara Pascoal, figurino de Catarina Pedro, caracterização de Sónia Seabra, direção de fotografia de Rui Amado, edição de Carlos Natário, sonorização de Luís Mendes e direção musical de Miguel Martins.
Conta com Mariana Monteiro, Diogo Amaral, Sofia Ribeiro, Marco Delgado, Paula Neves, Pedro Lima, Miguel Guilherme, Pedro Barroso e Jessica Athayde nos papéis principais. 
Foi reposta em 262 episódios na TVI Ficção, de 19 de julho de 2017 a 17 de maio de 2018, de segunda a sábado, por volta das 6h30, das 17h e da meia-noite. Nesta reposição, substituiu Mundo ao Contrário e foi substituída pela sequela de Jardins Proibidos. 
Foi reposta na TVI, nas madrugadas do canal, desde 2 de janeiro de 2019, tendo substituído Anjo Meu. Foi novamente reposta na TVI, desta vez ao meio da tarde, a partir de 25 de novembro de 2019, a seguir a Belmonte. A mesma reposição foi desviada para as madrugadas da TVI a partir de 25 de fevereiro de 2020 devido aos maus resultados no horário anterior. Doce Tentação voltou às madrugadas da TVI a 26 de fevereiro de 2021, passando, de início, a ser o último programa emitido antes do espaço diário de televendas TV Shop. Mais tarde, passou a ser emitida antes da reposição da telenovela Fascínios nalguns dias da semana. Doce Tentação substituiu Santa Bárbara neste horário. Esta reexibição teminou na primavera de 2022, sendo substituída pela reposição de Queridas Feras.
A ação da trama acontece em Ribeira das Flores, uma vila fictícia perto de Sintra. As gravações da telenovela ocorreram na aldeia de Almoçageme, também no munícipio sintrense.
Tendo sido gravada em 2011 e 2012  e tendo sido emitida em 2012 e 2013, Doce Tentação contém frequentes referências de teor humorístico, proferidas pela personagem Manuela (Carla Andrino), à crise económica e financeira que Portugal então atravessava.

## Sinopse
A chegada de uma mulher misteriosa à vila de Ribeira das Flores muda por completo a vida dos seus habitantes, em especial de Tiago Marques Flor, um homem duro, que se apaixona por ela.
É na fictícia vila de Ribeira das Flores, durante a Festa da Santa Padroeira, que se dá o insólito. Contra todas as previsões meteorológicas, rebenta uma enorme e violenta tempestade. No meio da tormenta, o povo refugia-se em casa e na igreja, pondo os bens a salvo, trancando tudo e receando uma catástrofe. Destemido, Tiago é o único que enfrenta a tempestade. No meio da floresta, um ruído ensurdecedor sobressalta-o. É surpreendido pela aproximação de uma avioneta que desafia a tormenta e com a queda do aparelho. Embrulhada num paraquedas estragado, Esperança despenha-se sobre Tiago, atingindo-o com demasiada força. Ficam ambos inconscientes, como mortos. O dia seguinte amanhece soalheiro e os ribeirenses saem finalmente à rua, ainda assustados com a intempérie da véspera. Todos se encaminham para a floresta, esperando ver o pior. E ninguém está preparado para encontrar uma bela e misteriosa rapariga nos braços de Tiago. Esperança acorda sem saber onde está e sem saber de onde veio ou como foi ali parar. Não se lembra sequer do próprio nome. Extremamente sensível, Esperança liga-se de imediato a Tiago. Mas ele é um homem arredio, quase selvagem, e por mais que ela tente aproximar-se, ele não confia nela. Tiago é dono de um pequeno terreno que herdou dos pais e que trabalha com as próprias mãos, fazendo disso o seu sustento. Perdeu os progenitores aos 16 anos e, desde então, ficou sozinho no mundo. Tiago sabe que a vida dos seus pais era muito diferente daquela que herdou. Os seus antepassados fundaram Ribeira das Flores e os Marques Flor foram, outrora, uma família poderosa e influente. No entanto, de um dia para o outro, as coisas mudaram. Alvo de uma chantagem, que Tiago desconhece, os pais perderam tudo para a família Vieira da Silva. Quem não gosta nem um bocadinho da chegada de Esperança é Francisca Vieira da Silva. É a primeira a assumir-se contra a presença de Esperança em Ribeira das Flores. Francisca sempre desejou Tiago. Apaixonou-se por ele quando era uma adolescente, tentou seduzi-lo, mas ele recusou-a. Isto feriu-a no seu orgulho de mulher e ela não o esquece até hoje. Quando se apercebe que Esperança está prestes a roubar-lhe o amor do homem que sempre quis, Francisca perde a cabeça e tenta afastar a rival de qualquer maneira. Está disposta a tudo. Conta com o apoio de Miguel, seu irmão adotivo, nesta luta hercúlea. Tiago faz de tudo para alertar Esperança para o verdadeiro carácter de Miguel. E se a rivalidade entre Tiago e Miguel já era lendária na vila, a partir daqui torna-se visceral. Tem início uma luta sem tréguas pelo coração de Esperança.

## Elenco
- Mariana Monteiro - Esperança / Ana Clara (Protagonista)
- Diogo Amaral - Tiago Marques Flor/Vilaverde (Protagonista)
- Sofia Ribeiro- Francisca Vieira da Silva (Antagonista)
- Pedro Barroso - Miguel Vieira da Silva (Antagonista)
- Paula Neves - Augusta Santinho (Co-Protagonista)
- Marco Delgado - Ricardo Sequeira (Co-Antagonista)
- Pedro Lima - Gabriel Ventura (Co-Protagonista)
- Carla Andrino - Maria Manuela Telles de Britto
- Jessica Athayde - Diana Telles de Britto
- Sofia Nicholson - Maria da Conceição (São) Domingos
- São José Correia - Dora Nobre
- João Didelet - Evaristo Nobre
- Laura Galvão - Ana Luísa Telles de Britto
- Cristóvão Campos - Bernardo Coutinho
- Tiago Aldeia - Fausto Nunes (Co-Antagonista)
- Luís Vicente - Jeremias Vilaverde (Co-Antagonista)
- Nuno Melo - Elias Pereira
- Mafalda Teixeira - Glória Bastos
- Ricardo de Sá - Tomé Bastos Pereira
- Catarina Gouveia - Núria Freitas
- Lia Carvalho - Filipa Nobre
- Rui Andrade - Rúben Moreira
- Suzana Farrajota - Lígia
- Pedro Macedo - Paulo

Actores Convidados:
- Elisa Lisboa - Efigénia de Jesus
- Orlando Costa - Padre Adérito Cunha

- Miguel Guilherme no papel de João Maria Coutinho/Pingas

Participação Especial:
- Maria João Luís - Antónia Santinho Vieira da Silva (Mãe de Francisca, irmã de Augusta e amante de Ricardo)
- Virgílio Castelo - Carlos Marques Flor (Pai de Tiago e marido de Alice)
- Sylvie Rocha - Alice Marques Flor (Mãe de Tiago e casada com Carlos)

Elenco Infantil:
- Simão Santos - Simão Dias
- Bernardo Vasconcelos - Pedro dos Anjos/de Telles Brito
- Beatriz Laranjeira - Clara (Clarinha) Silva

Elenco Adicional:
- Adérito Lopes - Jornalista
- Afonso Lagarto - Raptor
- Alexandra Rocha
- Alexandra Sargento
- Alexandre da Silva - GNR
- Augusto Portela
- Bruno Rodrigues - Fotógrafo
- Carlos Saltão - Brandão Andrade
- Eduardo Viana
- Eurico Lopes - Inspector Mota
- Fernando Tavares Marques
- Filipe Gaidão
- Gonçalo Lello - Inspetor
- Gonçalo Robalo - Tiago Marques Flor (Jovem)
- Inês Stock - Francisca Vieira da Silva (Jovem)
- Isabel Simões
- Ivo Lucas - Adérito Cunha (Jovem)
- Isaac Alfaiate - Henrique Martins / Diogo Bastos (Suposto noivo de Esperança)
- Joana Caçador
- Joana Hilário
- João Loy - Raptor
- João Pedreiro
- Jorge Silva - António Freitas (Pai de Núria)
- José Boavida (†)
- Laurinda Gaspar
- Leonor Alcácer - Celeste Coutinho (Mãe de Bernardo)
- Luís Lucas
- Luís Romão
- Luís Teodoro
- Manuel Lourenço
- Maria Zamora (†) - Noémia Freitas (Mãe de Núria)
- Margarida André
- Margarida Martinho - Efigénia de Jesus (Jovem)
- Marina Albuquerque
- Mário Franco
- Marta Gil
- Miguel Bogalho
- Nuno Porfírio
- Olívia Ortiz
- Patrícia Resende
- Paulo Jorge Santos
- Pedro Bargado
- Pedro Leitão
- Peter Michael
- Ricardo Peres
- Teresa Branco

## Banda Sonora

### CD
| N.º | Título                       | Música                   | Personagem              | Duração |  |
| 1.  | "Quando As Almas São Iguais" | Patrícia Candoso         | Genérico                |         |  |
| 2.  | "Cedo o meu Lugar"           | Mesa                     | Esperança e Tiago       |         |  |
| 3.  | "Shake It Out"               | Florence + the Machine   | Pedro, Simão e Clarinha |         |  |
| 4.  | "Príncipe do Nada"           | Lúcia Moniz              | Bernardo                |         |  |
| 5.  | "Quinta-feira"               | Doismileoito             |                         |         |  |
| 6.  | "Tu Vais Querer"             | Homem dos 7 Instrumentos |                         |         |  |
| 7.  | "I Hate You But I Love You"  | Russian Red              |                         |         |  |
| 8.  | "Já Foi"                     | Susana Félix             | Francisca               |         |  |
| 9.  | "Com Medo de Voar"           | Classificados            |                         |         |  |
| 10. | "Fado Arcado"                | Os Lábios                | Miguel                  |         |  |
| 11. | "Elefantes Azuis"            | Trêsporcento             | Ruben                   |         |  |
| 12. | "Anda Comigo Ver os Aviões"  | Os Azeitonas             | Tomé e Núria            |         |  |
| 13. | "A Room In The Sky 1978"     | Daniela Galbin           | Esperança               |         |  |
| 14. | "Brincos de Cereja"          | Os Capitães de Areia     | Diana                   |         |  |
| 15. | "A Vida é Um Carrossel"      | Citânia                  | Augusta                 |         |  |
| 16. | "Página Secreta"             | Eden                     | Dora                    |         |  |
| 17. | "No Caminho Das Pedras"      | João Só e Abandonados    |                         |         |  |
| 18. | "I Won´t Let Go"             | Raquel                   | Filipa                  |         |  |
| 19. | "A Hora de Estar Bem"        | Fragmentos               |                         |         |  |

### Não incluídas
- Virgem Suta – "Beija-me na Boca" (tema de Manuela e Pingas)
- André Sardet – "Canção do Assobio" (tema de Augusta e Gabriel)
- Marcelo Costa – "De Novo ao Paraíso"
- Mila Ferreira – "És Metade de Mim" (tema de São e Evaristo)
- HMB – "Sabe Bem" (tema de Ana Luísa e Bernardo)
- Feist – "My Moon My Man"
- Claud – "Esta Coisa de Andar Triste" (Tema de Efigénia e Adérito)
- Miguel Gizzas – "Dois Olhares"
- António Cassapo - "Kota"
- EZ Special – "I Really Am Such a Fool" (tema de Tomé)
- Luke D´Eça – "Ser o Que Queremos Ser"

## Spin-off
O sucesso do núcleo da família Teles de Britto junto dos telespectadores levou a TVI a aportar em uma spin-off que inicialmente foi intitulado de «Os Britto». Mais tarde, confirmou-se que o titulo oficial seria "Giras & Falidas". A série é protagonizada por Carla Andrino, Jessica Athayde, Sofia Nicholson e Laura Galvão.
Com estreia inicialmente prevista para 2013, aquando o fim de Doce Tentação, Giras & Falidas teve sua estreia antecipada para dezembro de 2012, chegando até mesmo ser anunciada pelo canal. Porém, por motivos desconhecidos, a TVI decidiu "engavetar" a série, mesmo com todo o elenco pedindo a transmissão da mesma.
Questionada pela revista TV Guia sobre o ponto da situação da série que criou com Sofia Nicholson e Carla Andrino, Jessica Athayde respondeu o seguinte: "Não sei quando é que vai para o ar ou se alguma vez a vamos ver. Mas quero acreditar que só não foi ainda exibida por causa dos timings…". Athayde também afirmou o seguinte: "Deu-me muito gozo fazê-lo e acredito que, um dia, a TVI o queira pôr no ar. Para mim, foi maravilhoso como atriz, porque me permitiu fazer coisas que nunca tinha feito, com mais três colegas e dois convidados».
O canal acabou por decidir transmitir a série em 2014. O primeiro episódio, intitulado "O Regresso", foi para o ar em 7 de abril de 2014, por volta da meia-noite. O spin-off contou com 26 episódios. A TVI Ficção transmitiu a série entre 2013 e 2014, ou seja, deu-se a situação inusitada de a série ter estreado naquele canal fechado antes de estrear na TVI generalista - onde se previa originalmente que passasse primeiro -, situação que recorda a da emissão nos dois canais do fracasso de audiências I Love It.

## Audiências
Na sua estreia, emitida a um domingo, a seguir ao Jornal das 8, o folhetim atingiu 15,5 pontos, com 35,8% de share, conquistando a liderança no horário. Este foi o melhor resultado atingido pela telenovela durante toda sua exibição. O seu pior resultado aconteceu em outubro de 2012, quando registou apenas 5,7 pontos. O último episódio registou 14,4 pontos, com 36,6% de share. Os 341 capítulos, transmitidos em diversos horários, registaram uma média de 10,3% de audiência e 27,9% de quota de mercado.